# 2-Clorofenol
2-Clorofenol ou orto-clorofenol tem um sabor e odor medicinal e é um líquido levemente ácido. É usado como um agente desinfetante.